# Luis Cerrilla
Luis Cerrilla (* Februar 1906 in Orizaba, Veracruz; † 14. Oktober 1936), auch bekannt unter dem Spitznamen El Oso (dt. der Bär), war ein mexikanischer Fußballspieler auf der Position des Verteidigers. 

## Leben
Luis Cerrilla kam vermutlich 1924 zum Hauptstadtverein América, mit dem er in den folgenden Jahren (1925 bis 1928) viermal in Folge die Meisterschaft der Hauptstadtliga gewann. Der talentierte Verteidiger galt als eine regelrechte Bastion in der Abwehr der Americanistas und war Stammspieler in dieser ersten großen Epoche des Traditionsvereins aus Mexiko-Stadt. 
Für die mexikanische Nationalmannschaft bestritt er beide Spiele beim olympischen Fußballturnier 1928, die gegen Spanien (1:7) und Chile (1:3) verloren wurden. 

## Erfolge
- Mexikanischer Meister: 1924/25, 1925/26, 1926/27, 1927/28